# K-Pop-Generationen
K-Pop (Abkürzung für englisch: Korean Popular Music, deutsch: populäre koreanische Musik) unterliegt seit ihrem Beginn stetigen Veränderungen, wodurch unterschiedliche Generationen entstanden sind. Die normale Denkweise für eine Generation trifft für den K-Pop nicht zu. Eine Generation im K-Pop entspricht mehr einer Bewegung innerhalb der Unterhaltungsbranche, einem gravierenden Wandel in der Fankultur und/oder einer erheblichen Änderung in Trends und Marketing. Der Übergang von einer Generation zur nächsten ist somit ein allmählicher Vorgang. Beginn und Ende einer Generation sind nicht immer klar definiert und unterscheiden sich je nach Quelle um einen mehr oder weniger großen Zeitraum. Areum Jeong, Dozent für koreanische Popkultur an der Arizona State University, stellte fest, dass das Engagement der Fans maßgeblich für den Anbruch einer neuen Generationen ist. Veränderungen in der Fankultur und deren Interaktion mit ihren Lieblingsgruppen tragen oft zur Definition neuer Generationen bei. Jede Generation hat bestimmte eigene Merkmale und erstreckt sich über mehrere Jahre. Im allgemeinen Sprachgebrauch werden die Generationen mit den englischen Begriffen 1st Gen bis 5th Gen bezeichnet. In den meisten Fällen fällt das Gründungs- mit dem Debütjahr einer Gruppe zusammen. Entscheidend für die Zugehörigkeit zu einer Generation ist das Jahr des Debüts. Diese Zugehörigkeit bleibt bestehen, unabhängig davon, ob und wann Mitglieder ausscheiden oder ersetzt werden.
Für K-Pop Interessierte empfiehlt sich nachstehende Reihenfolge der Wikipedia-Artikel
1. K-Pop
2. Koreanisches Idol
3. K-Pop-Generationen
4. Liste von K-Pop-Gruppen
5. K-Pop-Gruppen (verlinkte Gruppen aus der Liste von K-Pop-Gruppen)

## 1. Generation (1st Gen)

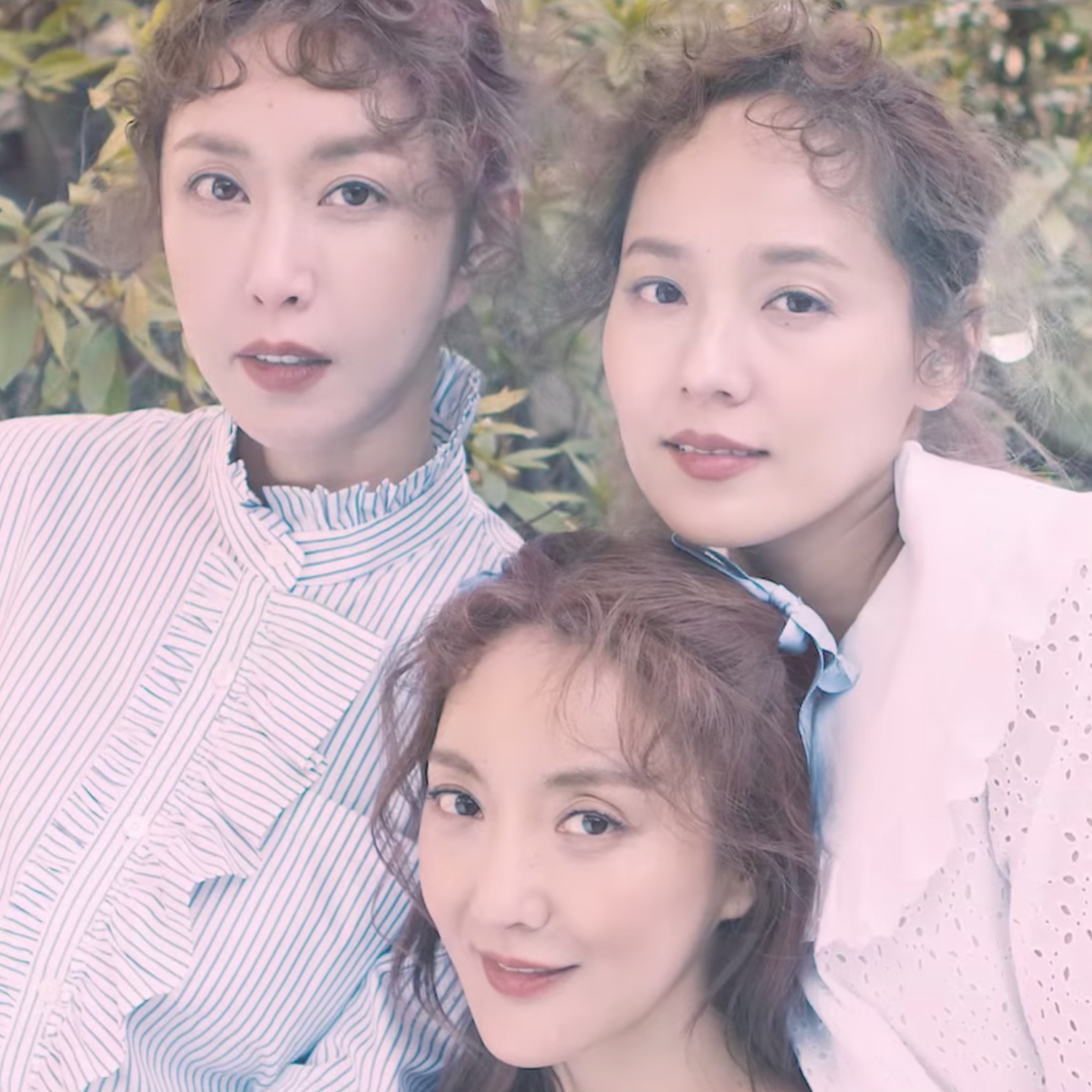
S.E.S. (2017)

Bereits bei der ersten Generation gehen die Meinungen teilweise weit auseinander. Die unterschiedlichen Quellen legen den Beginn zwischen 1990 und 1996, das Ende zwischen 2000 und 2004. Die zutreffendste Definition für die erste Generation umfasst den Zeitraum zwischen 1992 und 2003. Die erste Generation wurde vorrangig von der US-amerikanischen Popmusik beeinflusst und ähnelt dieser.
Die Boygroup Seo Taiji and Boys gilt als Begründer der ersten Generation. Die Gruppe bestand aus 3 Mitgliedern: Seo Taiji, Yang Hyun-suk sowie Lee Ju-no und debütierte 1992. Die Grundstruktur ihrer Songs mit koreanischen Texten ergänzten sie mit englischen und Rap-Parts sowie Breakdance.
1995 wurde die Entertainment-Agentur SM Entertainment gegründet. Bereits 1996 ließ SM Entertainment ihre erste Boygroup H.O.T. debütieren. Seo Taiji and Boys löste sich 1996 auf und Yang Hyun-suk gründete YG Entertainment. 1997 entstand JYP Entertainment. Diese als „The Big 3“ bezeichneten Unterhaltungsunternehmen traten als Künstler-, Talente-Agenturen und Musiklabel in Erscheinung und beherrschten anfangs den K-Pop Markt.
Als erste Girlgroup gilt S.E.S., die 1997 debütierte und auch aus SM Entertainment hervorging. Der große Erfolg der „Big 3“ bewirkte, dass neue Entertainment-Agenturen gegründet wurden, die ebenfalls erfolgreich K-Pop Gruppen in die Musikszene einführten. Lee Soo-man gründete 1989 die SM Studio als Vorgänger von SM Entertainment. Der bei SM Studio angestellte Sänger Hyun Jin-young musste 1993 wegen Drogenproblemen eine Haftstrafe antreten und Lee Soo-man verlor durch diesen Drogenskandal viel Geld. Als Konsequenz daraus erfand er das In-House Trainingssystem, bei dem die Trainees zusammen untergebracht sind, ihre Schulbildung erhalten und in Gesang, Tanz, Schauspiel und Fremdsprachen ausgebildet werden. Dieses Traineesystem ist seitdem in den Unterhaltungsfirmen fest etabliert. Wie streng dieses System funktioniert kann man der Netflix-Dokumentation Blackpink: Light Up the Sky entnehmen. Die Mitglieder beschreiben dort auch ihre Ausbildung. Wiederholend 13 Tage mit täglich 14 Stunden Training, 1 Tag frei. An jedem Monatsende Prüfung durch Agenturchef und Produzenten mit einem Solosong, einem Gruppensong und einer Gruppenchoreografie. Vertraglich verboten sind Alkoholkonsum, Rauchen und Tätowierungen, meist auch Liebesbeziehungen.
Die Bühnenkleidung war für alle Mitglieder einer Boygroup nahezu identisch. Lockere Kleidung in weiß und weite Jeans beherrschten die Auftritte. Da sich die meisten Künstler ihre Haare nicht färben wollten, blieb das Haar schwarz. Make-up war minimal und wurde von Jungs kaum getragen. Nur zu bestimmten Anlässen wurden Lederaccessoires und gemusterte Hemden getragen. Gegen Ende der ersten Generation erfolgten Auftritte von einigen Gruppen in Anzügen und weißen Hemden. Zu dieser Zeit wurden auch zum ersten Mal High-School-Uniformen getragen. Die Mitglieder der Girlgroups bevorzugten hellere Farbpaletten und traten vorwiegend mit Basic-Oberteilen, in Jeans, mit Jacken und eventuell Hüten auf. Es wurde wenig Make-Up und das Haar in braun oder schwarz getragen.

### K-Pop Künstler der 1. Generation (Auszug)
| Boygroups      | Girlgroups | Solokünstler |
| -------------- | ---------- | ------------ |
| 1TYM           | Baby V.O.X | BoA          |
| Fly to the Sky | Fin.K.L    | Lee Hyori    |
| g.o.d          | Jewelry    | Rain         |
| H.O.T.         | S.E.S.     | Se7en        |
| Noel           |            |              |
| Sechs Kies     |            |              |
| Shinhwa        |            |              |

## 2. Generation (2nd Gen)

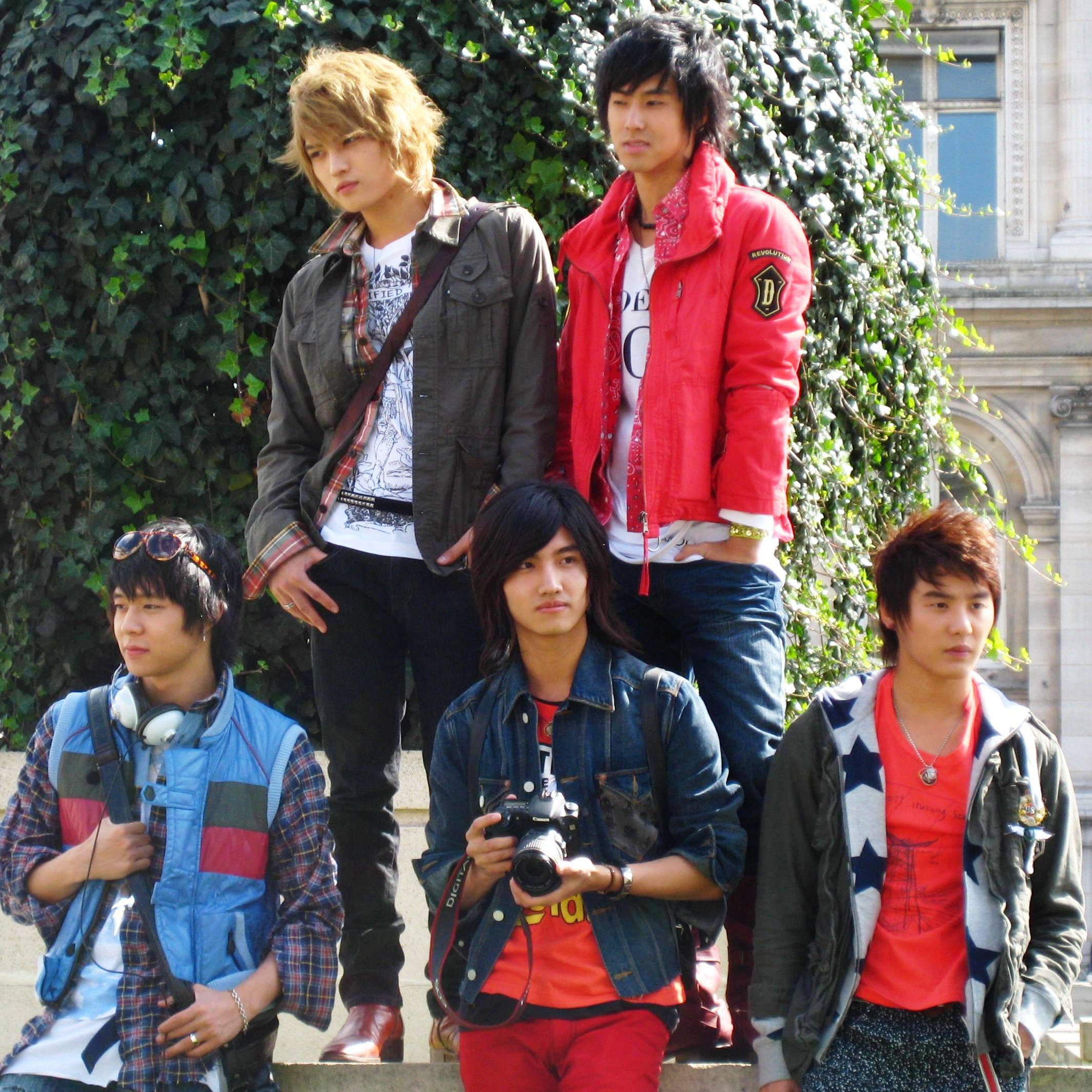
TVXQ (2007)

Die zweite Generation liegt im Zeitraum zwischen 2003 und 2012. Als Beginn wird das Debüt der Boygroup TVXQ von SM Entertainment angesehen. Die Grundlagen des K-Pop wurden von der ersten Generation geschaffen. In der zweiten Generation wurde von den Künstlern und Agenturen mit der Musik und den Auftritten mehr experimentiert. Es entwickelte sich der K-Pop-Stil, wie man ihn heute kennt: Pop-/Rockmusik mit Rap-Parts und koreanischen Texten, in denen englische Wörter, Phrasen und auch ganze Sätze eingebunden sind. Besonders die synchronisierten Tanzeinlagen und aufwändigen Musikvideos zeichnen die zweite Generation aus.
Mit der zweiten Generation wurden seitens der Unternehmen Konzepte von und mit den Boy- und Girlgroups für die Auftritte eingeführt: Fantasy, Innocent/Cute (jung und süß), School (Schuluniformen), Sexy und Traditional. Für Boygroups zusätzlich Bad Boys (Böse Jungs), Dark (düster und geheimnisvoll), Retro (1920er bis 1990er Jahre) und Sci-Fi, für Girlgroups Girl Crush (sexy und cool).
Die Bühnen-Outfits wandelten sich im Stil zu einem wesentlichen K-Pop Element. Die vom Hip-Hop inspirierte Kleidung wurde um dunklere Farbtöne und Accessoires, wie Armbänder, Bandanas, Halsketten und Ohrringe ergänzt. Die Kleidung der Mädchen wurde gegenüber der ersten Generation wesentlich farbenfroher. Sowohl für Mädchen wie für Jungen entwickelten sich die Frisuren zu einem Styling-Element. Mit der Zeit wurde die Mode immer unkonventioneller. Futuristische Stile traten bei vielen Auftritten in Erscheinung. Auch die Einführung der Konzepte drückte sich in der entsprechenden Kleidung aus. Vermehrt wurden auffälliges Make-up und neue Haarfarben eingesetzt.
Innerhalb der zweiten Generation entstanden zwei der beliebten Fanartikel. G-Dragon von Big Bang erfand und gestaltete 2006 den ersten Lightstick, damit sich die Fans mit ihrer Gruppe identifizieren können. 2007 veröffentlichte die Boygroup TVXQ ihr japanisches Album Summer Dream, in dem die ersten Fotokarten enthalten waren. Die ersten Fotokarten in Südkorea erschienen mit dem Album Oh! der Girlgroup Girls’ Generation. Mittlerweile enthalten alle neu veröffentlichten Alben auch Fotokarten und Lightsticks sind über die Webshops der Gruppen erhältlich.

### K-Pop Künstler der 2. Generation (Auszug)
| Boygroups    | Girlgroups   | Solokünstler |
| ------------ | ------------ | ------------ |
| 2PM          | 2NE1         | Hyuna        |
| B1A4         | 4Minute      | IU           |
| Big Bang     | After School | Sunmi        |
| Block B      | A-pink       |              |
| CN Blue      | f(x)         |              |
| Epik High    | Girl’s Day   |              |
| F.T. Island  | Kara         |              |
| Infinite     | miss A       |              |
| SHINee       | Sistar       |              |
| Super Junior | T-ara        |              |
| Teen Top     | Wonder Girls |              |

## 3. Generation (3rd Gen)

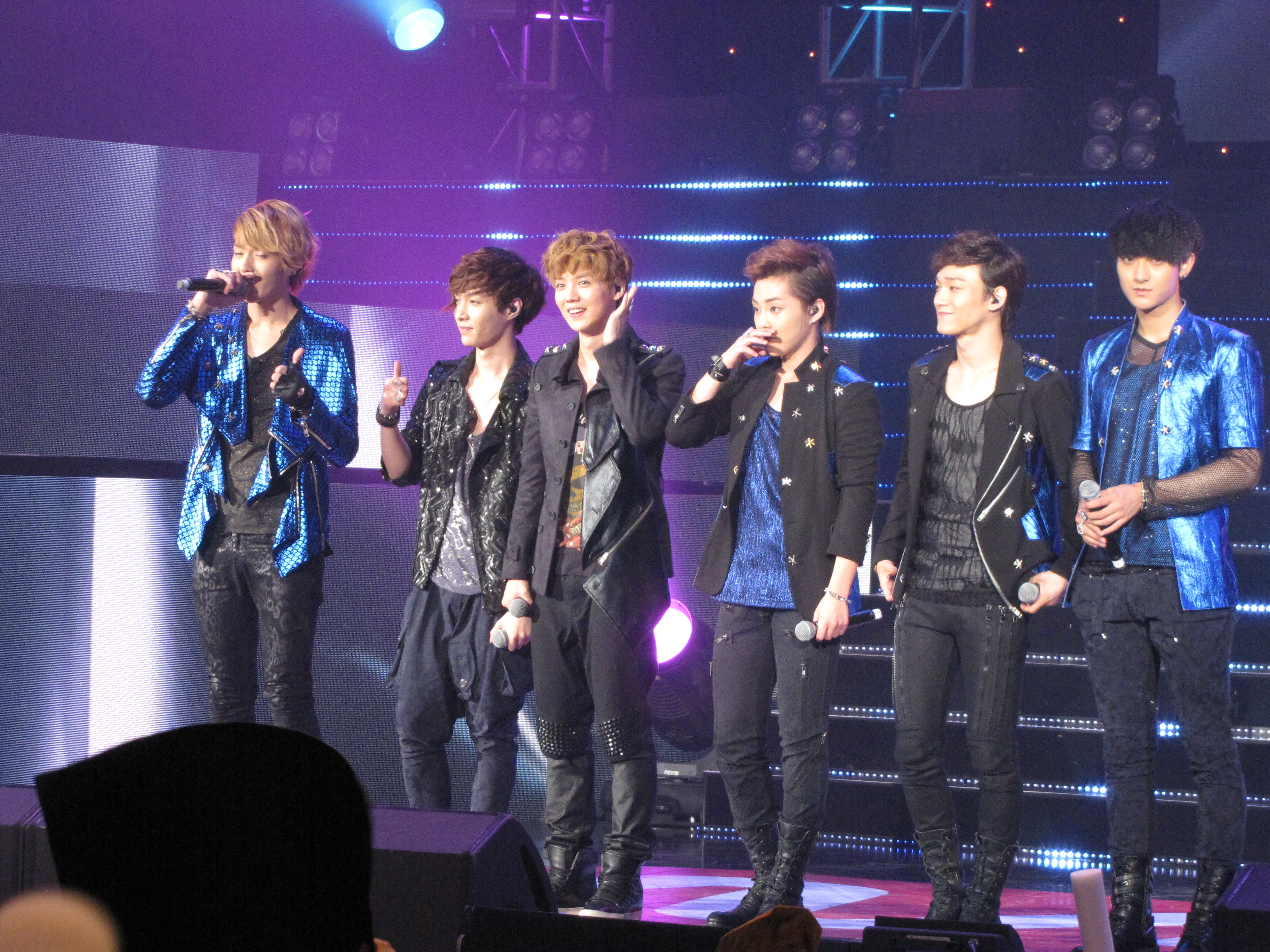
EXO (2012)

Das Ende der zweiten Generation und somit Beginn der dritten Generation wurde im April 2012 mit dem Debüt der Boygroup EXO eingeläutet. Beim Ende der dritten Generation gehen die Meinungen wiederum weit auseinander. Die unterschiedlichen Quellen legen den Generationswechsel zur vierten Generation zwischen 2017 und 2020. Die zutreffendste Definition für die dritte Generation dürfte den Zeitraum zwischen 2012 und Ende 2018 / Anfang 2019 umfassen.
Der im Juli 2012 veröffentlichte Song Gangnam Style des Sängers PSY machte das Genre K-Pop schlagartig über die Grenzen Südkoreas und Asiens hinaus bekannt. Es war die Generation der Hallyu (koreanisch 한류), der Koreanischen Welle, die dem K-Pop weltweite Anerkennung und den Künstlern die ersten internationalen Konzerttouren in Frankreich, Spanien und den USA einbrachte. War die Anerkennung des K-Pop bisher vorwiegend auf die Fangemeinde beschränkt, fand der K-Pop jetzt auch Beachtung in den globalen Medien. BTS, die 2013 debütierten, schafften 2017 ihren internationalen Durchbruch und verhalfen dadurch den anderen Künstlern zur globalen Anerkennung.
Der internationale Erfolg des K-Pop revolutionierte die südkoreanische Musikindustrie. Aufschwung erlebten Online-Marketing und Online-Fankontakte. Mit der dritten Generation wurden in Songs auch Elemente aus Rock, Techno und Tropical House integriert. Die globale Anerkennung des K-Pop förderte die Gründung weiterer kleiner und mittelständischer Entertainment-Unternehmen.
Die Unterhaltungsunternehmen starteten eine neue Form der Künstlerauswahl, sogenannte Survival-Shows. In diesen Shows traten Trainees eines oder mehrerer Unternehmen gegeneinander an. Im weiteren Verlauf wurden die späteren Künstler für eine Boy- oder Girlgroup ausgewählt, als Trainee weiter ausgebildet und zur Gruppe vereint. Die erste Show wurde 2013 von YG Entertainment unter dem Titel Win: Who is Next veranstaltet und brachte die Boygroup Winner hervor.
Aus solchen Shows entstanden unter anderem
- 2014: iKon
- 2015: Monsta X, Twice
- 2016: In2It/Skye, I.O.I, Momoland, Pentagon, SF9
- 2017: Stray Kids, fromis 9, Wanna One
- 2018: IZ*One, Uni.T, UNB
- 2019: 1THE9, X1
- 2020: NiziU, Treasure
- 2021: Kep1er
- 2022: Classy
- 2023: Fantasy Boys, Zerobaseone

Make-up und wechselnde Haarfarben wurden Standard. Die Jungen trugen zu Beginn starken Eyeliner, wechselten aber später zu neutralen und Pastelltönen. Die Bühnenkleidung kombinierte jetzt auch formelle mit lässiger Kleidung oder ist von den Fashion Weeks inspiriert. Viele Boygroups änderten nach ihrem Debüt mehrmals ihren Stil. Der Fan-Service nimmt bei den Unterhaltungsunternehmen einen hohen Stellenwert ein. Die Fans werden zum „Prosumer“, Produzent und Konsument. Die Fans sind aktiver Konsument und haben ein gewisses „Mitspracherecht“ bei Entscheidungen für ihre Idols. Wünsche der Fans fließen in die modischen Entscheidungen ein. Somit kamen wieder verstärkt Schuluniformen zum Einsatz. Wie in der zweiten Generation spielten modisch ausgerichtete Comeback-Konzepte eine große Rolle und mündeten im Konzept Aegyo (koreanisch 애교, deutsch: niedlich), das die bisherigen Konzepte Dark, Girl Crush und Innocent/Cute in sich vereinte und zum K-Pop Standard wurde. Auch das Retro-Konzept mit der Mode aus den 1970er bis 1990er Jahren erlebte einen Aufschwung.

### K-Pop Künstler der 3. Generation (Auszug)
| Boygroups  | Girlgroups   | Solokünstler |
| ---------- | ------------ | ------------ |
| Astro      | Blackpink    | An Hayoung   |
| BtoB       | Dreamcatcher | Chungha      |
| DAY6       | Fromis 9     | Heize        |
| Got7       | GFriend      | Kang Daniel  |
| Highlight  | Laboum       | Kassy        |
| iKON       | Lovelyz      | Lim Danwoo   |
| NCT        | Mamamoo      | Punch        |
| Seventeen  | Oh My Girl   | Somi         |
| Stray Kids | Red Velvet   | Woodz        |
| VIXX       | Twice        | Yerin Baek   |

## 4. Generation (4th Gen)

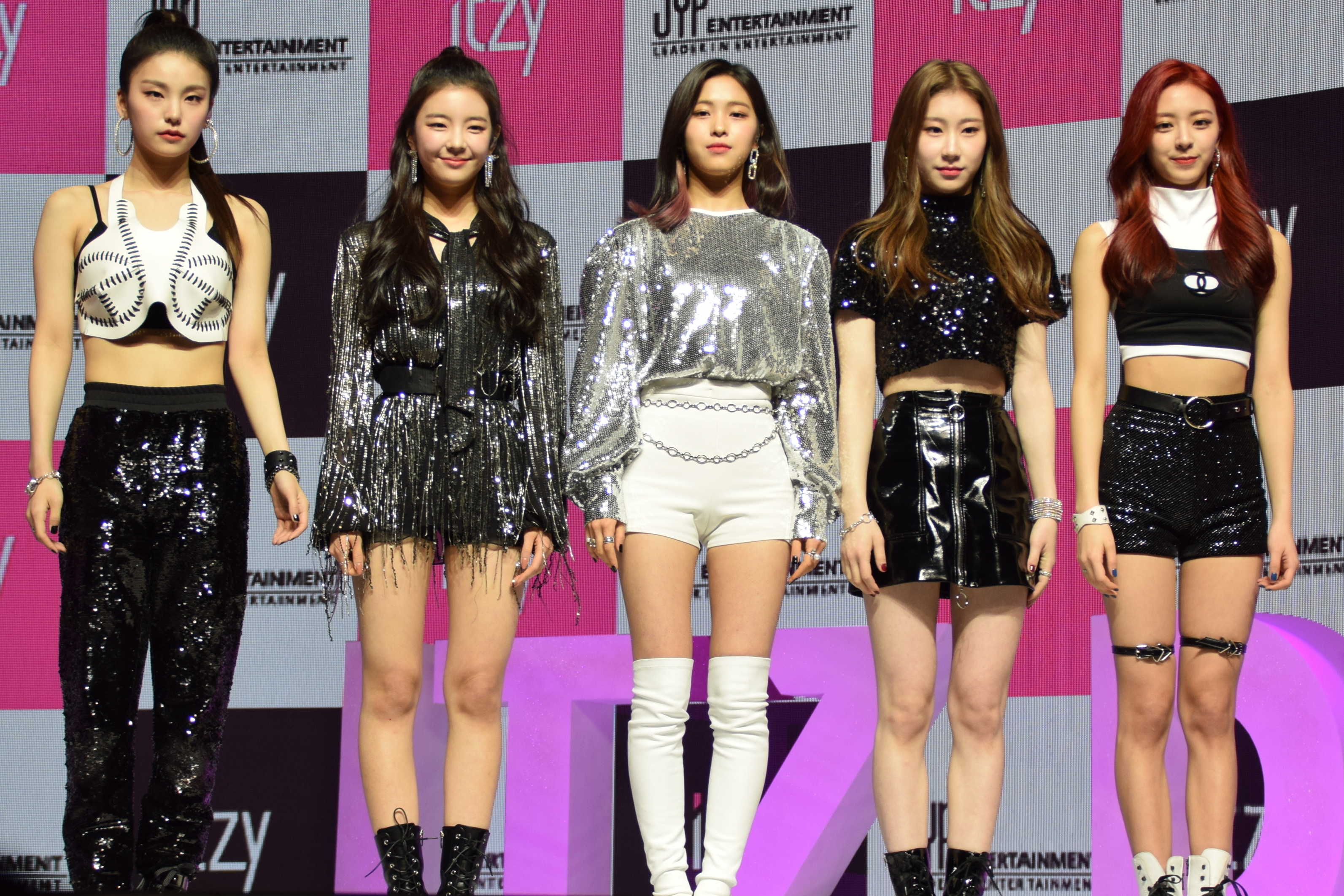
Itzy (2019)

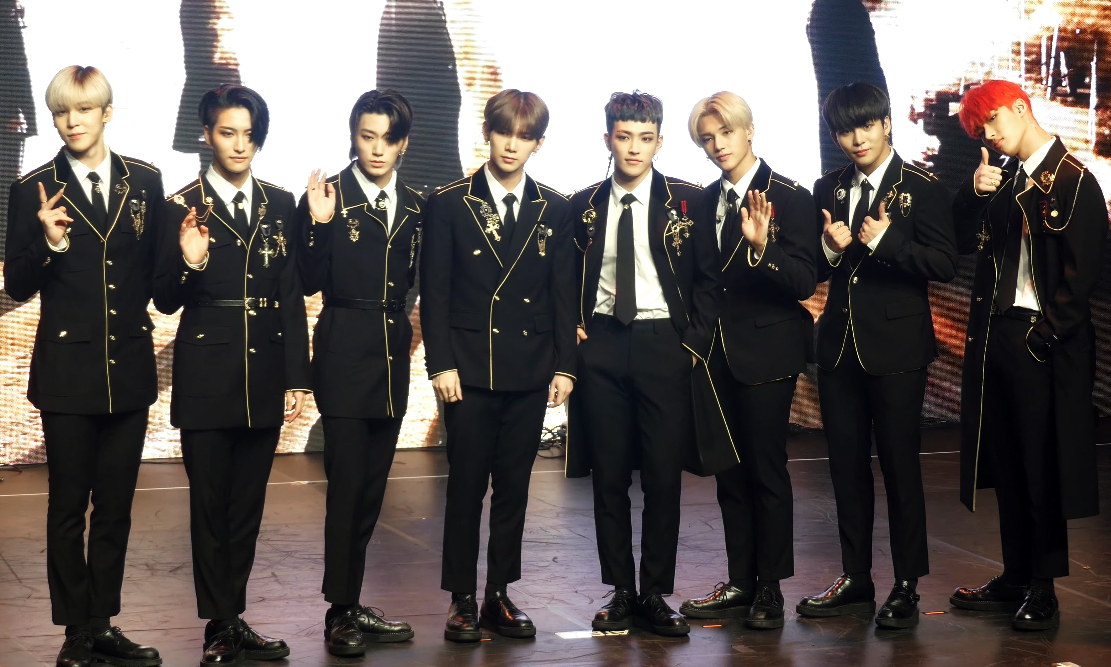
Ateez (2019)

Der Beginn der vierten Generation in Verbindung mit dem Ende der dritten Generation ist stark umstritten. Ausgehend von der zutreffendsten Definition für das Ende der dritten Generation liegt der Beginn der vierten Generation zwischen Ende 2018 und Anfang 2019. Die Meinungen zu einem Ende der vierten Generation liegen noch weiter auseinander. Einige Quellen gingen 2024 davon aus, dass die vierte Generation noch andauert. Andere Quellen sprechen von einer fünften Generation, die bereits 2023 begonnen hat. Somit ist die vierte Generation mit 4 Jahren Dauer die zeitlich kürzeste Generation.
Bei den Girlgroups gelten Itzy, bei den Boygroups Ateez als Beginn der vierten Generation. Ateez wird auch vom Koreanischen Ministerium für Kultur, Sport und Tourismus als Leader der vierten Generation genannt. Kennzeichnend für die vierte Generation ist die starke Zunahme von Girlgroups gegenüber Boygroups. Neu war das Erscheinen reiner Solokünstler, viele Mitglieder einer Gruppe wurden neben Aktivitäten in ihrer Gruppe zusätzlich Solokünstler. Es entstanden neue innovative Konzepte der Gruppen. Aespa integriert reale und virtuelle Elemente in ein verbundenes Konzept. NCT mit über 20 Mitgliedern erschaffte bereits ab der dritten Generation als Konzept die Untergruppen NCT U, NCT 127, NCT DoJaeJung, NCT Dream, NCT Tokyo und WayV. Die Mitglieder können unabhängig in die Untergruppen wechseln, so dass die Untergruppen immer wieder eine andere Besetzung aufweisen. Für die meisten K-Pop Idols entwickelte sich über die sozialen Medien eine starke Fangemeinde.
Die Entertainment-Unternehmen führten einen neuen Trend für die Gruppen ein: Seit der vierten Generation werden nicht nur Koreaner als Trainees gecastet, sondern auch Jungen und Mädchen aus dem Ausland werden aufgenommen. Vorrangig aus dem asiatischen Raum (u. a. China, Japan, Thailand, Taiwan), aber auch aus Australien, Brasilien (Gabi Dalcin von Blackswan) und anderen Ländern. Dieser Trend wurde zwar schon bei der dritten Generation entwickelt, aber nur vereinzelt angewendet. Während Gruppen der dritten Generation meist Jahre brauchten, um erfolgreich zu sein, konnten dies viele Gruppen der vierten Generation innerhalb weniger Monate erreichen. Durch den globalen Erfolg des K-Pop waren die Unterhaltungsunternehmen gezwungen, Choreografien mit hohem Schwierigkeitsgrad sowie hochwertige Bühnenkleidung und Musikvideos zu liefern.
Mit dem Auftreten von COVID-19 brach der Markt für Livekonzerte ein. Die Künstler traten anfangs vor leeren Zuschauerräumen auf und es gab keine Möglichkeit für Fantreffen. Die südkoreanische Unterhaltungsindustrie musste neue Wege suchen, um mit dieser Situation umzugehen. Im April 2020 gründete SM Entertainment über den Onlineprovider Naver den ersten kostenpflichtigen Streamingdienst für Livekonzerte mit dem Namen Beyond Live. YouTube, Social Media Channels, Instagram, Twitter erfuhren einen nie gekannten Aufschwung für Musikvideos und Fankontakte. Jedes neue Musikvideo ist in Qualität und Performance besser als das vorherige. Auch nach Abklingen von COVID-19 blieben die neu gefundenen Lösungen bestehen. Insbesondere das Livestreaming von Konzerten gewann an Bedeutung, führte zu Neugründungen von Streamingdiensten und ist heute fester Bestandteil bei Livekonzerten.
Die Frisuren sind angesichts des großen Einflusses der sozialen Medien hinsichtlich Schnitt und Farben nicht zu verrückt. Natürliche Haarfarben werden von den Fans und der breiten Öffentlichkeit sehr gut angenommen. Haarverlängerungen sind ziemlich normal. Die Idols sind mit der Gesundheit ihrer Haare mittlerweile sehr vorsichtig, so dass die meisten von ihnen sie nur während der Comeback-Saison färben. Der Fokus liegt mehr auf den Accessoires als auf den Haaren. Die Bühnen-Outfits unterliegen einem starken Wandel. Große Designer- und Modehäuser haben die K-Pop Idols als Markenbotschafter entdeckt. Viele Idols treten bei Auftritten und in Musikvideos mit Marken- und Luxusmarkenbekleidung auf. Die Unterhaltungsunternehmen nutzen diesen Trend als Vermittler für Werbeverträge zwischen Modeindustrie und den Idols. Dieser Vorgang bewirkt, dass die Bühnenkleidung für jedes Mitglied individualisiert ist. Um bei Auftritten trotzdem ein harmonisches Gruppenbild zu erhalten, stimmen die Stylisten der Gruppen die Kleidung der Mitglieder untereinander ab.

### K-Pop Künstler der 4. Generation (Auszug)
| Boygroups | Girlgroups    | Solokünstler  |
| --------- | ------------- | ------------- |
| Cravity   | Cherry Bullet | Adora         |
| DKZ       | Everglow      | BE'O          |
| Enhypen   | FIFTY FIFTY   | BiBi          |
| JUST B    | i-dle         | Chuu          |
| Mirae     | Ive           | Kwon Eun-bi   |
| Omega X   | Kep1er        | Lee Chae-yeon |
| Oneus     | Le Sserafim   | ROA           |
| OnlyOneOf | Lightsum      | Somi          |
| P1Harmony | NewJeans      | Sufia         |
| Tempest   | Nmixx         | Topheon       |
| Treasure  | Purple Kiss   | Yena          |
| TNX       | STAYC         | Yuju          |
| TXT       | Viviz         |               |
| Younite   | Weeekly       |               |

## 5. Generation (5th Gen)

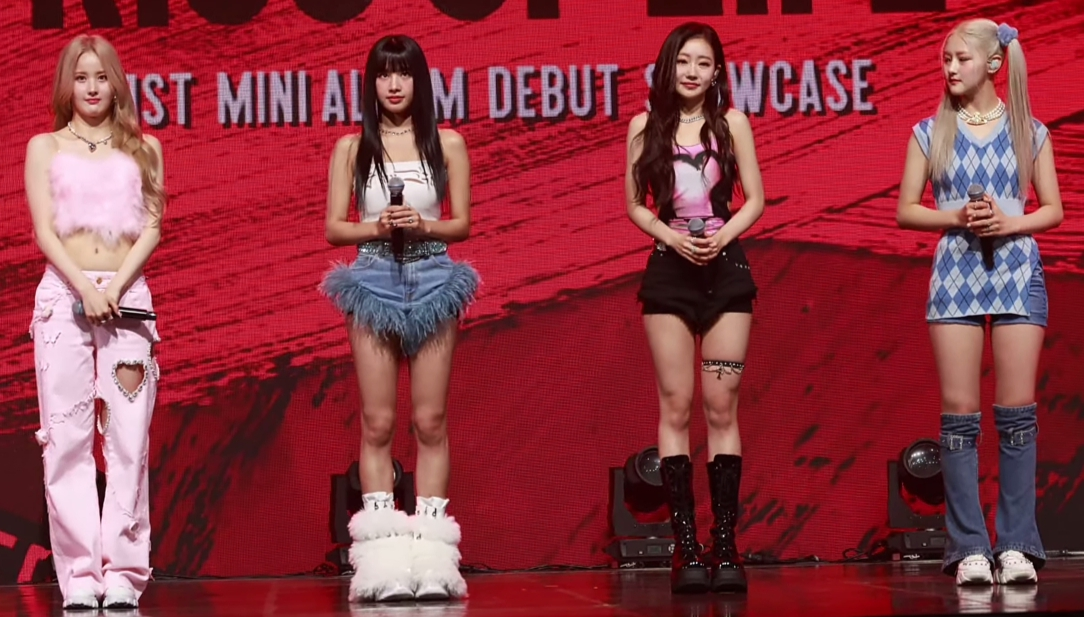
Kiss of Live (2023)

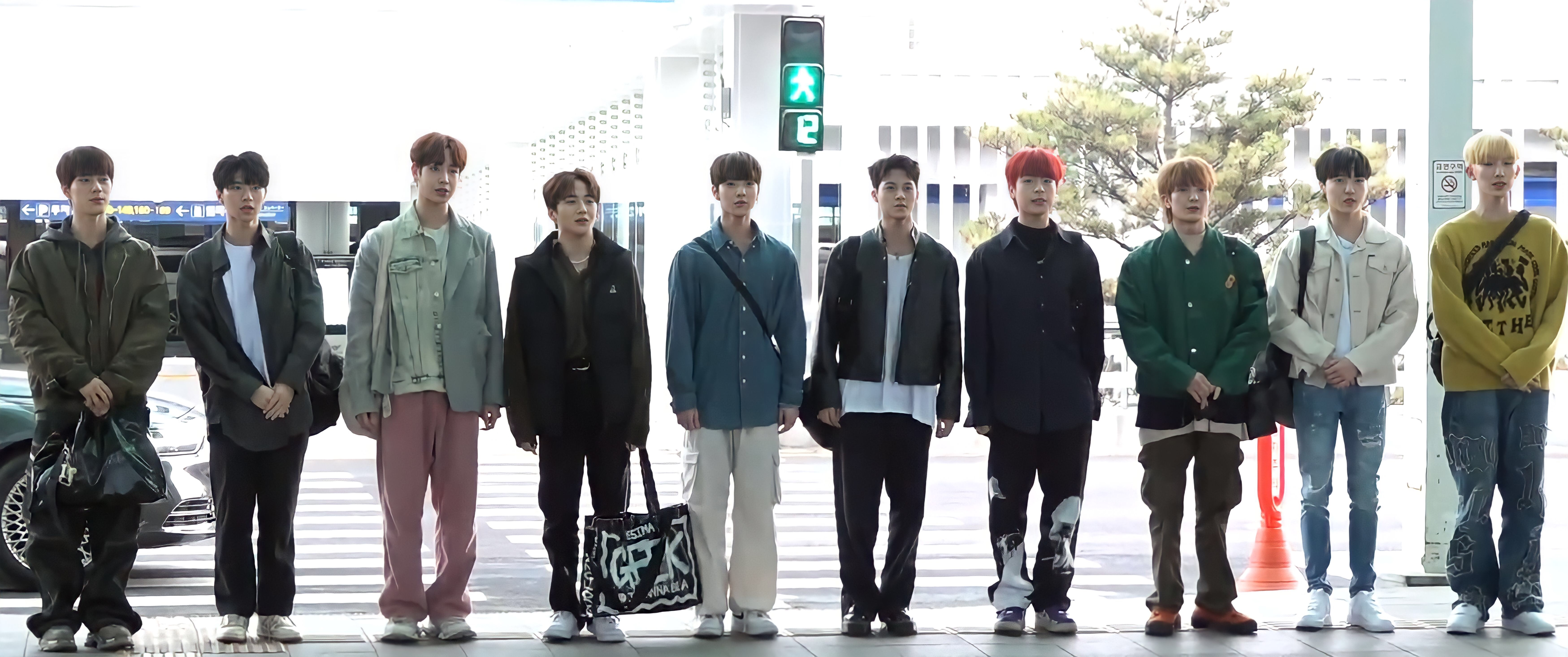
Xikers (2023)

2023 gab es noch kontroverse Diskussionen, ob es die fünfte Generation gibt. Koreanische Medien sind sich aber einig, dass 2023 die fünfte Generation begonnen hat. Spätestens Anfang 2024 waren sich auch die Fans einig, dass der Beginn der fünften Generation 2023 stattfand. Gruppen wie BabyMonster, BoyNextDoor, Kiss of Life und Xikers gelten als Künstler der fünften Generation. Weitere innovative Konzepte der Gruppen entstanden. TripleS führte ein flexibles System ein, bei dem die Mitglieder innerhalb der Gruppe wechseln können. Sie sind somit in der Hauptgruppe, in Untergruppen wie auch als Solokünstler aktiv. Es wurde erwartet, dass wieder mehr Boygroups in Erscheinung treten. Während diese Erwartung 2023 zutraf (Debüt von 23 Boygroups gegenüber 15 Girlgroups), kehrte sich dieser Effekt bereits 2024 wieder um (Debüt von 20 Boygroups gegenüber 28 Girlgroups). Die Struktur der Songs geht teilweise in Richtung der Songs aus der zweiten Generation: etwas Nostalgie, längere Songdauer, höherer Anteil an koreanischen als an englischen Texten. Der Trend der fünften Generation geht hin zur natürlichen Farbe und Stil der Haare, lange bzw. längere Haare sind auch bei den Jungen gefragt. Androgyne Looks, Y2K- und Denim-Kombinationen werden mit kräftigen Farben, unkonventionellen Mustern und einzigartigen Accessoires realisiert. An Kleidung ist so gut wie alles erlaubt, aktuelles Beispiel (Juni 2024) dafür ist die Girlgroup Badvillain mit ihrem Debüt am 3. Juni 2024. Im ersten Halbjahr 2025 war auffällig, dass gegenüber Boy- und Girlgroups sehr viele Solokünstler debütierten.

### K-Pop Künstler der 5. Generation (Auszug)
| Boygroups   | Girlgroups  | Solokünstler |
| ----------- | ----------- | ------------ |
| 8Turn       | A-plus      | Gyubin       |
| Ampers&One  | ARTMS       | Mijoo        |
| Lun8        | El7z Up     | MISS H       |
| TWS         | Geenius     | Soojin       |
| WHIB        | Illit       | Yoonie       |
| Xodiac      | KiiiKiii    |              |
| Zerobaseone | Young Posse |              |